# Marktpleinkerk (Winschoten)

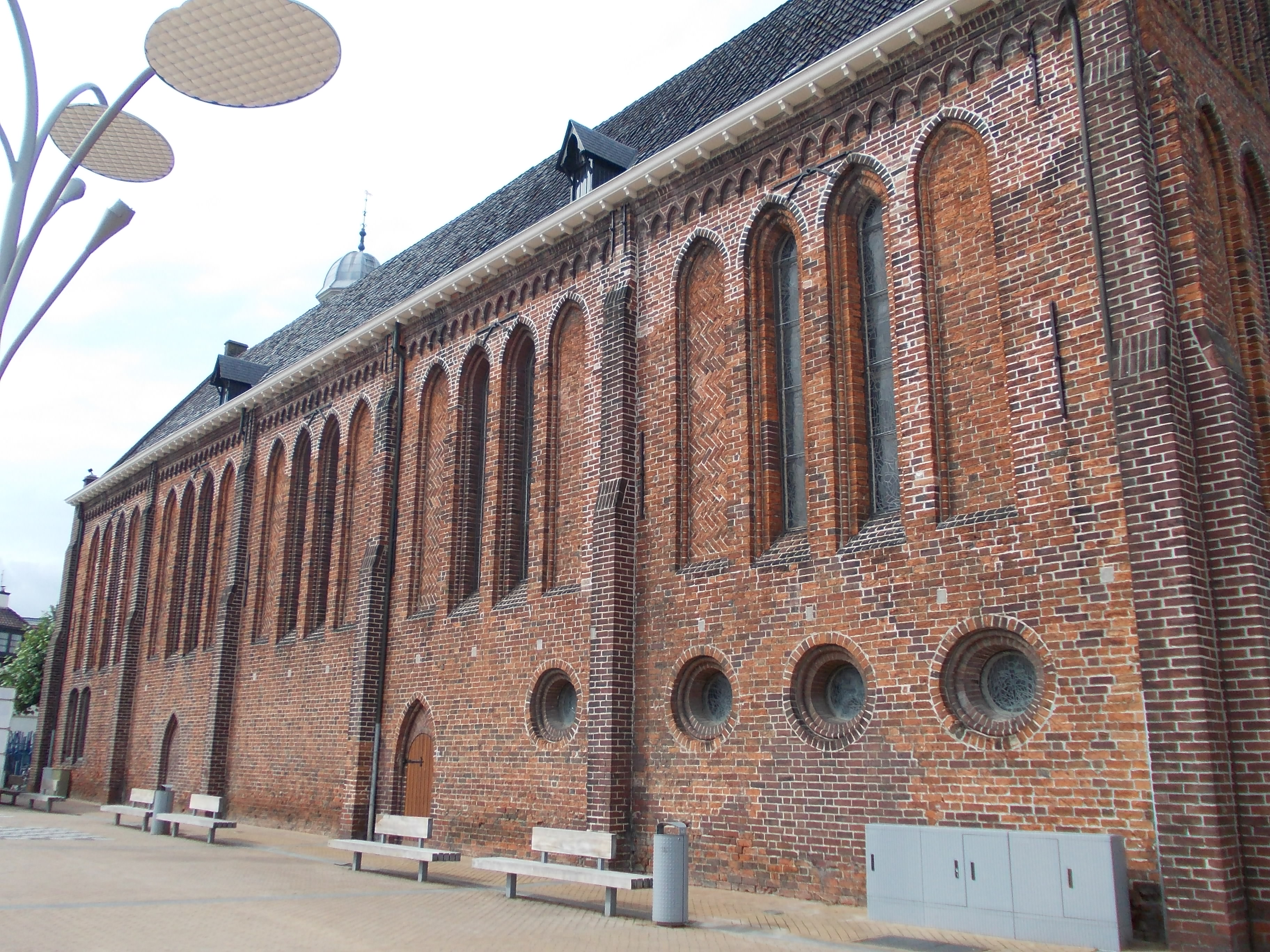
Zuidzij

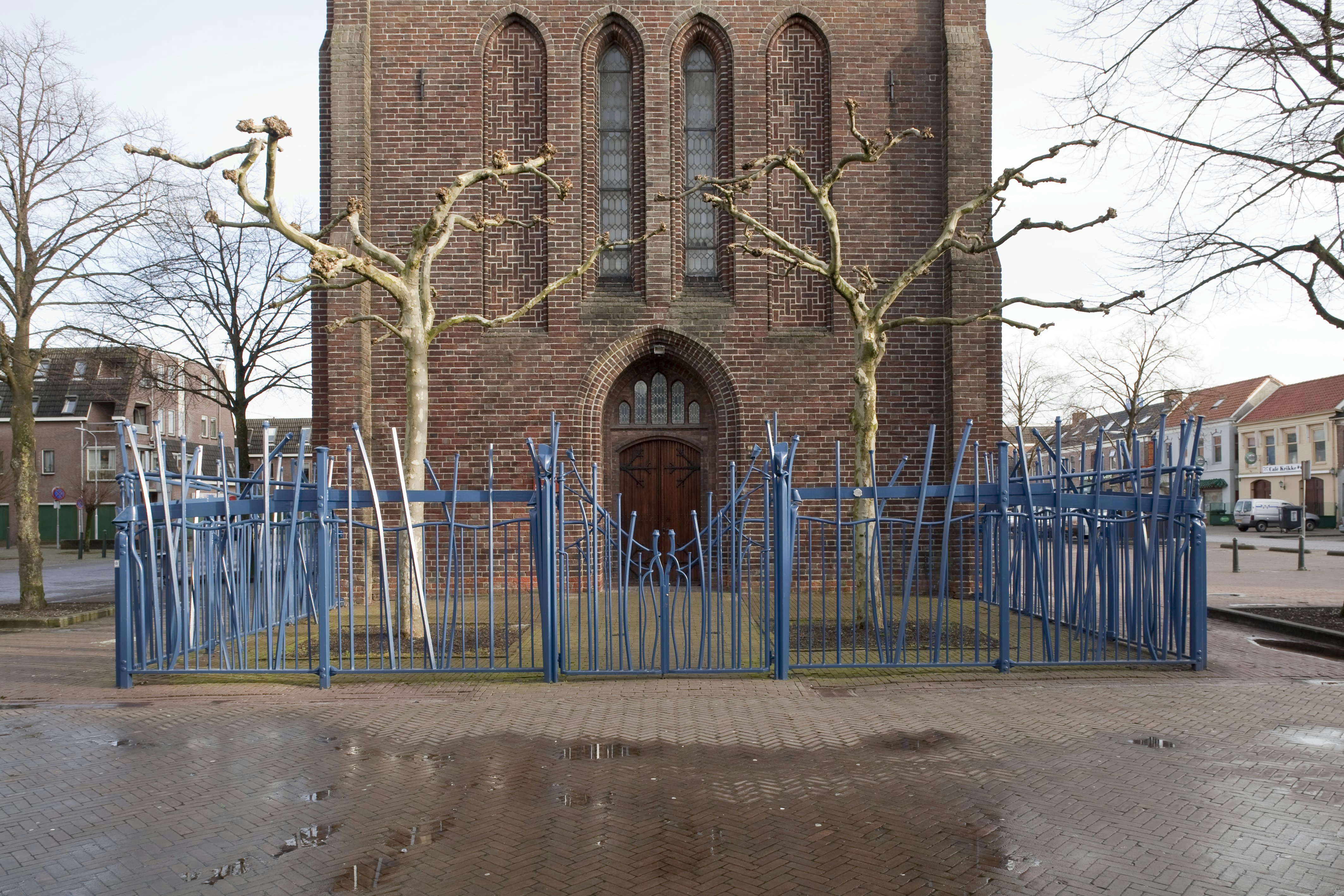
Felblauw hekwerk met twee leibomen voor de westgevel

De Grote Kerk of  Marktpleinkerk, oorspronkelijk Sint-Vituskerk, is een romanogotisch kerkgebouw met een vrijstaande klokkentoren in het centrum van de Oost-Groninger stad Winschoten.

## Sint-Vitus
Tot in de 16e eeuw behoorde Winschoten, in kerkelijk opzicht, tot de Abdij van Corvey aan de Wezer. Voor het eerst wordt deze band vermeld in 1474. Sint-Vitus' relieken werden sinds 583 in Lucania en op Sicilië vereerd. Daarna zijn ze in 756 door abt Fulrad naar de abdij van Saint-Denis bij Parijs overgebracht. Vandaaruit zijn ze door abt Hildewijn, in het jaar 836, naar het klooster van Corvey overgebracht. In deze abdij werden de relieken van Vitus bewaard en vereerd. Veel parochies die ressorteerden onder de Abdij van Corvey, werden toegewijd aan Vitus, zo ook die in Winschoten. De band die Winschoten had met de Abdij van Corvey is nog steeds zichtbaar in het stadswapen, waarop de heilige Vitus is afgebeeld. De Marktpleinkerk is sinds de reformatie, eind zestiende eeuw, hervormd. De katholieken hebben in Winschoten hun eigen Sint-Vituskerk.

## Beschrijving
De Sint-Vituskerk werd gebouwd in ongeveer 1275. De parochie wordt voor het eerst vermeld in 1482. Tijdens de Tachtigjarige Oorlog werd het gebouw beschadigd toen de Staatsen het in 1593 tot hun verdedigingsbolwerk hadden gemaakt.
De kerk stond in het midden van een groot kerkhof dat pas in de 19e eeuw het centrale marktplein van Winschoten werd. Het kerkgebouw geldt als een gaaf voorbeeld van romanogotiek, maar dat komt ook doordat de meeste sporen van andere bouwstijlen uit tussenliggende eeuwen bij een grondige restauratie in 1905-1907 zijn uitgewist door rijksbouwmeester C.H. Peters en gemeentearchitect Klaas de Grooth. De langwerpige kerk is 41 meter lang en 8,65 meter breed en telt vijf traveeën, elk met twee hoge smalle spitsboogvensters die door nissen in dezelfde vorm geflankeerd worden. Het koor wordt omringd door een rij kleine hagioscopen. Tegen de wanden staat een lange reeks grafzerken. De oudste is voor Gerhardus Wemhof, die van 1582 tot 1607 de eerste dominee was.
Voor de westelijke ingang is om twee leibomen een modern felblauw hekwerk opgetrokken. In 2012 ontstond een controverse in Winschoten door het plan van de protestantse gemeente om de Marktpleinkerk te voorzien van een glazen uitbouw. Doordat de financiering niet rond kwam (de Vennekerk moest ervoor worden verkocht), werd het plan in 2013 afgeblazen.
Interieur
Het interieur ademt de geest van de laatmiddeleeuwse gotiek, vooral door de 22 hoge ramen, waarvan het gebrandschilderd glas in de jaren 1948-1970 is ontworpen door de kunstenares Femmy Schilt-Geesink en vervaardigd door haar echtgenoot Johan Schilt. Ook is een laatgotische stijl waarneembaar in het doopvont en het altaarstuk. De barokke preekstoel van Jan Bitter sr. uit 1745 met houtsnijwerk van Casper Struiwig is afkomstig uit de kerk van het gesloopte dorp Oterdum in de Delfzijlster Oosterhoek. De oorspronkelijke preekstoel uit 1695 van de Marktpleinkerk was al in 1907 verhuisd naar de Grote of Sint-Nicolaaskerk in Monnickendam.
De oude westingang in rococostijl, die zich sinds de restauratie aan de binnenkant onder het orgel bevindt, draagt het jaartal 1772 en is gemaakt door B. Coender.
In 2020 onderging de kerk een interne verbouwing.
Orgel
Het orgel van de Marktpleinkerk met twee manualen heeft 23 registers en een vrij pedaal. De speeltafel bevindt zich opzij van het orgel. Het is in 1868 geplaatst door C.G.F. Witte, eigenaar van de firma J. Bätz & Co. Het is het enige instrument dat deze befaamde Utrechtse orgelbouwer in de provincie Groningen geleverd heeft. Door de firma Van Dam is het na de kerkrestauratie van 1905-1907 teruggeplaatst. Nadat ook Mense Ruiter werkzaamheden aan het orgel heeft verricht, heeft de firma Reil uit Heerde in 2000-2001 een algehele restauratie uitgevoerd op basis van een rapport van Jan Jongepier.

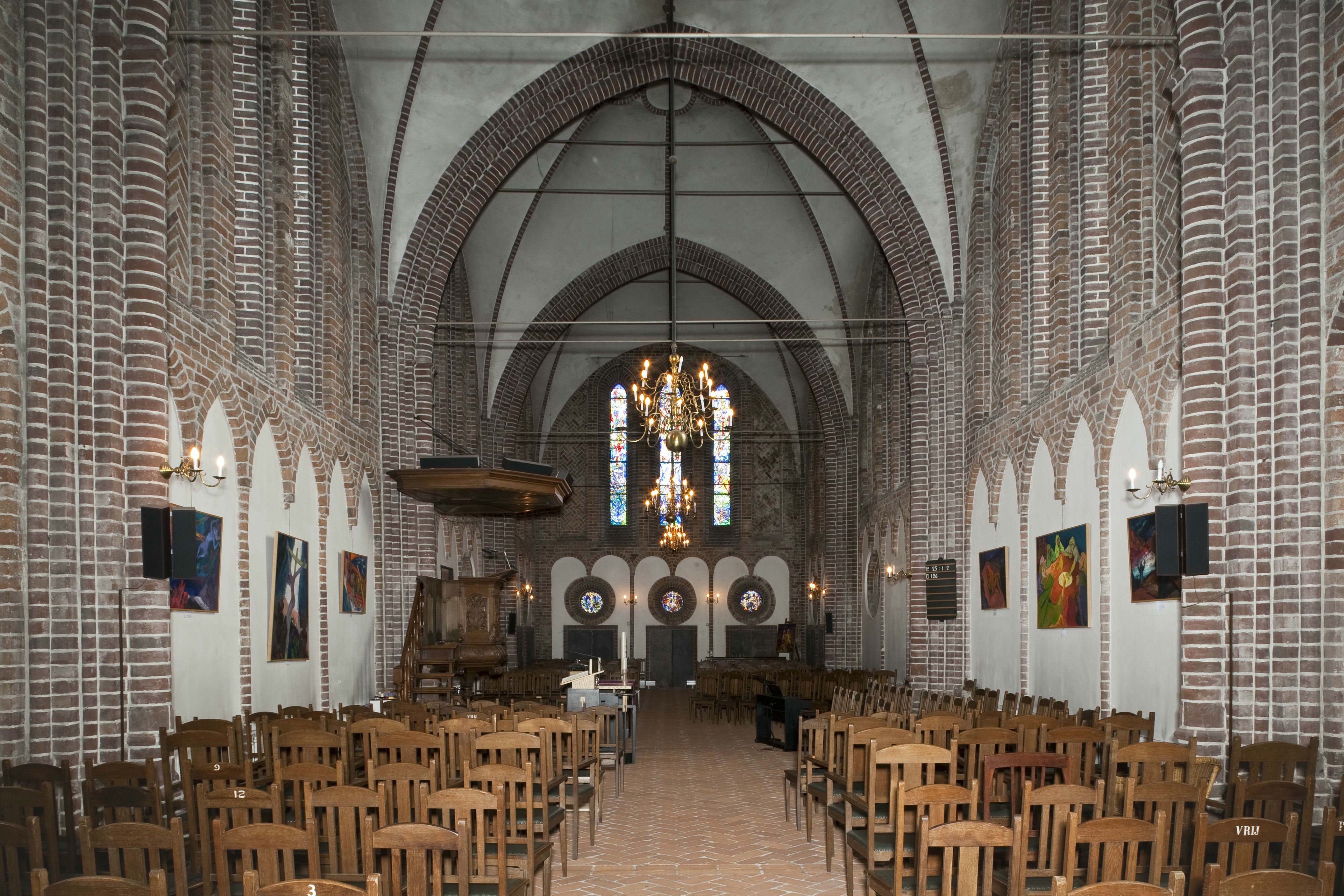
Interieur
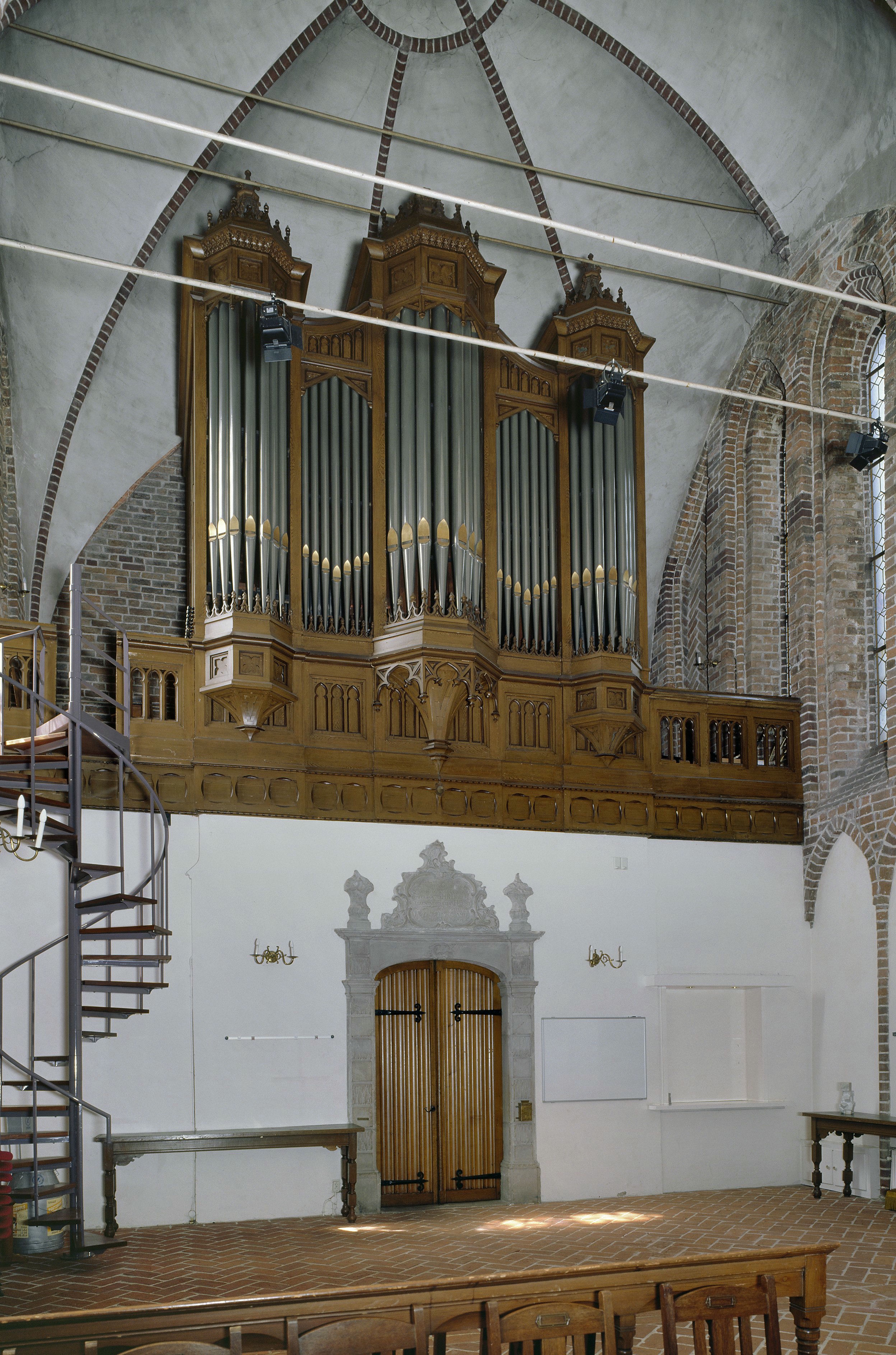
Bätz-Witte-orgel (1868) met rococopoortje (1772)
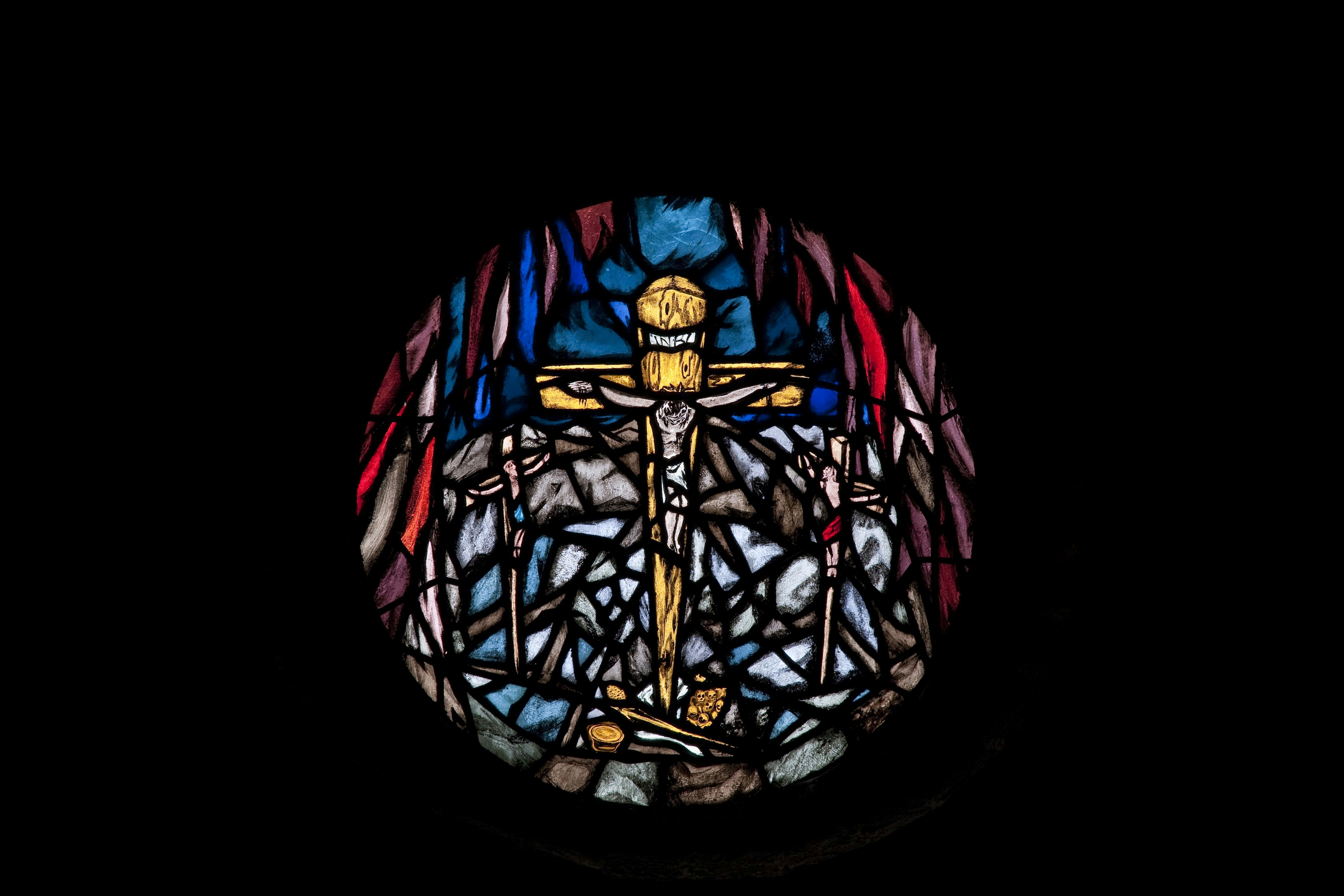
De kruisiging, gebrandschilderd door Femmy Schilt-Geesink.

## Toren
De losse kerktoren staat op 23 meter afstand van het kerkgebouw, aan de ernaar vernoemde Torenstraat. Het onderste gedeelte is vermoedelijk ook uit de 13e eeuw, maar de toren is in fasen verhoogd tot 41 meter en dateert in zijn huidige omvang uit de 16e eeuw. Aan de witte bepleistering die de toren had van 1856 tot 1931 is de bijnaam "d'Olle Witte" ontleend naar analogie van "d'Olle Grieze", de Martinitoren in de stad Groningen. Er zijn twee luidklokken uit 1773 en 1826. Bij de restauratie van de toren in 1930-1931 werd de bouwvallige spits vervangen door een achtkantige lantaarn met koepeldak, ontworpen door de gemeentearchitect Derk Bolhuis. Ook kreeg de toren toen een beiaard met 25 klokken van de Engelse klokkengieterij Gillett & Johnston te Croydon, die echter werden gevorderd en omgesmolten door de Duitse bezetters. In 1947 werd een nieuwe beiaard geplaatst van klokkengieterij Van Bergen te Heiligerlee. Deze telt 35 klokken, die door gemeentelijke bezuinigingen sinds 2013 niet meer met regelmaat te horen zijn. De positie van stadsbeiaardier is opgeheven.